# 이종표 (법조인)
이종표는 제주지방법원, 청주지방법원 등에서 법원장을 역임한 법조인이다.